# Гребенские казаки

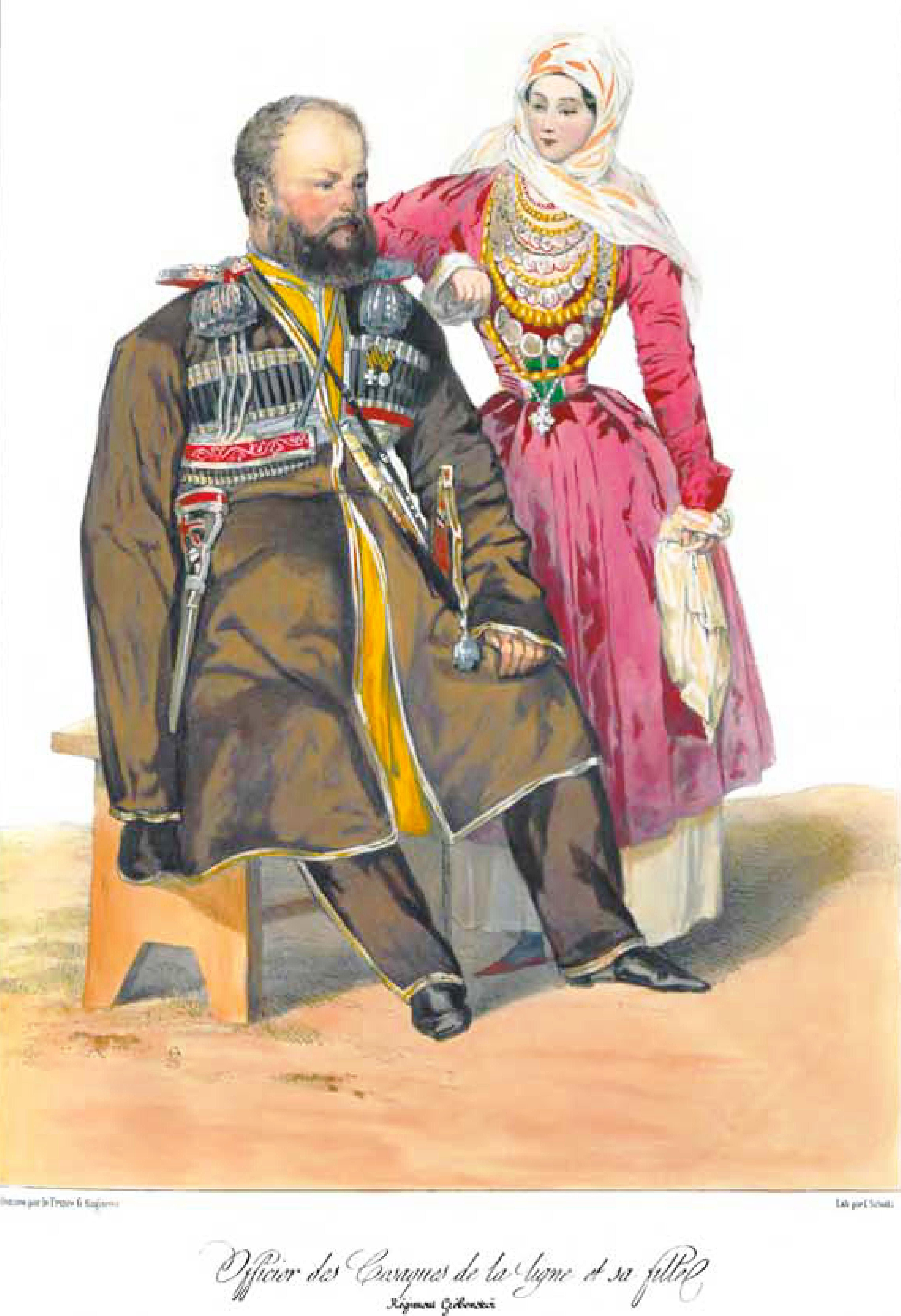
Гребенской казачий офицер со своей дочерью (худ. Г. Г. Гагарин, 1847—1849)

Гребенски́е казаки́ (встречается и каза́ки), гре́бенцы — этносоциальная группа казаков, проживавшая на Северо-Восточном Кавказе: изначально в предгорьях на востоке Большого Кавказа (часть современного Северного Дагестана), позднее на востоке Предкавказья, в среднем течении реки Терек (часть современной Чечни — Шелковской район) и, вероятно, некоторое время в восточных областях Кабарды (часть современной Ингушетии). Предки гребенцов появились в этом регионе к XVI веку, их община сформировалась из донцов (вариант: рязанских и волжских казаков), а также из уходивших от закрепощения беглых крестьян Русского государства. Вплоть до XX века казаки придерживались старообрядческого течения Православной церкви.
В XVI—XVII веках гребенцы являлись вольными (воровскими) казаками. Московское правительство в период правления Ивана IV, Фёдора I, Алексея I и др. снабжало их оружием и боеприпасами, преследуя цель усилить своё влияние на Северо-Восточном Кавказе. Проводя политику защиты южных границ и расширяя экспансию в этом направлении, Москва поддерживала гребенских казаков в их местных конфликтах и использовала гребенцов в конфронтациях со своими основными геополитическими противниками на Кавказе — Османской Турцией (с Крымским ханством) и Сефевидским Ираном. На Северо-Восточном Кавказе союзниками Турции или Ирана периодически выступали государственные образования дагестанцев и ногайцев, а также некоторые нахские горные общества.
При Петре I гребенские казаки переселились на левый берег Терека и приняли российское подданство. Основанные ими здесь пять городков положили начало созданию Кавказской укреплённой линии Российской империи. В 1711 (1712?) году из вооружённых формирований гребенцов образовано Гребенское казачье войско, в 1832 году переформированное в Гребенской казачий полк, а в 1870 году — в Кизляро-Гребенской казачий полк Терского казачьего войска. В XX веке, наряду с другими терскими казаками, гребенцы пережили интеграцию в социалистическое общество СССР, а на рубеже XX и XXI веков большое влияние на жизнь гребенских казаков, как и всего населения северокавказского региона, оказал военный конфликт пытавшейся самоопределиться Ичкерии. К началу XXI века потомки гребенцов, в большинстве своём, покинули родные станицы в связи с тенденцией вытеснения русского населения из северокавказского региона.
В некоторых источниках сообщается, что гребенцы — это предки терских казаков, однако изначально эти две казачьи этносоциальные группы существовали параллельно друг другу. Как предков терского казачества гребенцов следует рассматривать только в современном понимании значения «терские казаки», под которым в наши дни объединяют всех потомков аграханских, гребенских, кизлярских, моздокских, низовых терских, сунженских и терско-семейных казаков.

## Название
1. Согласно статье о гребенцах в ЭСБЕ (1893), автор которой — писатель В. Е. Рудаков — ссылаясь на неких историков, в свою очередь, якобы опиравшихся на материалы из «Книги Большому Чертежу» и сказание о Гребенской иконе[К. 4], утверждал, что гребенские казаки произошли от переселившихся на Кавказ донских казаков, община которых изначально жила в междуречье Северского Донца и Калитвы у возвышенности называемой Гребенские горы, отсюда и название этих казаков — гребенские[3].
2. В «Хроникѣ гвардейскихъ казачьихъ частей» (1912) другая версия: здесь сообщается о группе рязанских городовых казаков — вероятных предках гребенцов, которые поселились общиной в отрогах (старорусск. гребнях/гребенях) Большого Кавказа, и, видимо, из-за этого и стали называться гребенскими, то есть горными[4]. Возможно, в то время под Гребнями/Гребенями понимались Сунженский и Терский хребты[5][6].
3. В «Советской военной энциклопедии» (1977) высказано предположение, что название гребенские казаки произошло от не локализованного на сегодняшний день урочища Гребни/Гребени на реке Акташ, где и сформировалась данная община[7].

## Общие сведения

### Территория расселения
У современных исследователей почти нет сведений о территории расселения гребенцов на правом берегу Терека (старорусск. Терка/Терки). Основные данные об этих казаках появляются только после переселения их на левый берег. В 1712 году гребенские казаки переселились на левобережье Терека в район острога Терка/Терки (Сунженский острог). Здесь земельные владения гребенских казаков лежали вдоль реки Терек, напротив впадения в него Сунжи (старорусск. Сююнча, Сунша) и представляли собой узкую полосу плодородной и лесистой земли. Согласно «Военной энциклопедіи» 1912 года, владения составляли около 80 вёрст в длину (ок. 85—86 км) и 10—20 вёрст в ширину (11—22 км). Русский писатель и мыслитель Л. Н. Толстой считал, что в ширину они всего «саженей в триста» (ок. 0,64 км). Жизнь гребенского казачества была тесно связана с Тереком — рекой долгое время являвшейся границей русских владений. Л. Н. Толстой в одной из своих повестей о Кавказе красочно описал его участок в районе станиц гребенцов:

Терек, отделяющий казаков от горцев, течет мутно и быстро, но уже широко и спокойно, постоянно нанося сероватый песок на низкий, заросший камышом правый берег и подмывая обрывистый, хотя и не высокий левый берег с его корнями столетних дубов, гниющих чинар и молодого подроста. По правому берегу расположены мирные, но ещё беспокойные аулы…
— Л. Н. Толстой «Казаки (Кавказская повесть 1852 года)», 1863.

### Численность
В середине XIX века, согласно Л. Н. Толстому, территории гребенцов однородно ими заселены — писатель пишет, что местность здесь «носит на себе одинаковый характер … по населению». По сведениям «СВЭ» численность гребенцов в этот период составляла около 12 000 человек.

### Поселения

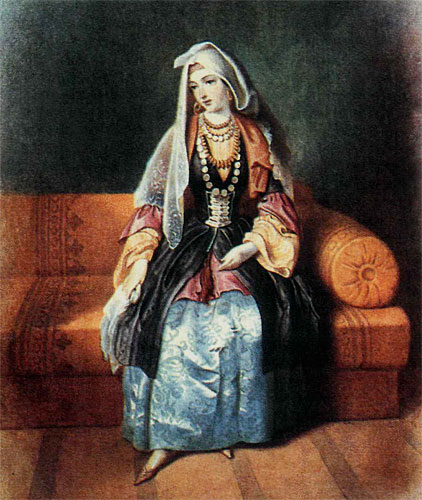
Казачка станицы Червленой (худ. Г. Г. Гагарин).

Переселившись на левобережье Терека, гребенцы основали пять укреплённых городков — Червленный (главный городок), Щедринский, Старогладковский, Новогладковский и Курдюковский. Селения располагались на берегу реки, находясь на расстоянии 7—8 вёрст (ок. 7,5—8,5 км) друг от друга. Позднее их перенесли на некоторое расстояние от Терека, в связи с подтоплением берега. В середине XIX века Л. Н. Толстой сообщал, что новые станицы гребенцов находились «в полуверсте от воды» (ок. 0,5 км), а старые селения во времена Л. Н. Толстого уже были давно заброшены: «Терек, каждый год отклоняясь к северу от гор, подмыл их, и теперь видны только густо заросшие старые городища, сады, груши, лычи и раины, переплетенные ежевичником и одичавшим виноградником. Никто уже не живёт там, и только видны по песку следы оленей, бирюков, зайцев и фазанов …».
Современными наследниками гребенских городков являются, соответственно, станицы Червлённая, Старо-Щедринская, Старогладовская, Гребенская и Курдюковская (все в Шелковском районе Чеченской Республики). Городки-станицы гребенских казаков положили начало созданию Кавказской укреплённой линии Российской империи. В составе этой линии силами гребенцов в 1735 году построена крепость Кизляр, а в 1763 году — крепость Моздок.

### Самоуправление
В XVI—XVII веках гребенцы относились к сословию, фактически существовавшему за пределами Русского государства — так называемым вольным (воровским) казакам. Во главе общины стоял войсковой круг, на котором избирали атамана и прочих должностных лиц. После вхождения в состав Русского государства при Петре I и формирования в 1711 (1712?) году Гребенского казачьего войска, некоторое время такая вольная система самоуправления сохранялась, но в 1723 году этот порядок отменён — атаманов во все казачьи войска назначали по решению императора всероссийского (рус. дореф. «Его Императорскаго Величества указомъ») и именовали наказными.

## История

### Происхождение
Гребенцы — старейшая казачья община из возникших на Кавказе. Период её формирования приходится на конец XV — 1-ю половину XVI веков, либо немного позднее — только 1-ю половину XVI века. Согласно ряду источников, сформировалась община в предгорьях Северо-Восточного Кавказа из переселившихся сюда донских казаков, а также из уходивших от закрепощения беглых крестьян центральных областей Великого княжества Московского (позднее Русского царства). Вероятно, первые поселения гребенцов возникли на берегах реки Акташ, в урочище Гребни. Согласно статье о гребенцах в ЭСБЕ, основой казачьей общины гребенцов стали именно переселившиеся сюда донские казаки. По В. Е. Рудакову группа донцов, жившая в XVI веке в междуречье Северского Донца и Калитвы, у возвышенности называемой Гребенские горы, в 1582 году в количестве 300 человек, под предводительством донского атамана Андрея, перешла через Маныч, Куму, Терек и поселилась в урочище Гребни на Акташе.
В «Хронике гвардейскихъ казачьихъ частей» приводится ещё одна версия происхождения Гребенской общины: в 1520 году, после присоединения Рязанского княжества к Великому княжеству Московскому, часть рязанских городовых казаков, живших в Червлёном Яре, спустилась по Волге в Каспийское море (старорусск. Хвалынское море) и высадилась в устье Терека. Здесь они разбились на две общины — казаки первой поселились на Тереке и стали называться «терскими»; казаки второй общины поселились ближе к отрогам/гребням Большого Кавказа и стали называться «гребенскими».

### Период в предгорьях
Отрывок из старинной казацкой песни
(отражает предание о пожалование Иваном IV 
 казакам территорий по реке Терек):
«Ой ты, батюшка, нашъ православный царь!

Чѣмъ ты насъ подаришь, чѣмъ пожалуешь?

…

Подарю я васъ, казаченьки, да пожалую

Рѣкою вольною, что ни быстрымъ

Терекомъ Горыновичемъ; онъ отъ самаго гребня

До синяго моря, до синяго моря, до Хвалынскаго …»
 — «Памятка Гребенца», 1916.
Сложившаяся в урочище Гребни община казаков постепенно расселилась вдоль реки Сунжи. В 1555 году несколько атаманов этой общины участвовали в посольстве от князей Кабарды в Москву, где кабардинцы «били челомъ» царю Ивану IV о принятии их в русское подданство. Существует предание, что, помимо кабардинцев, царь принял и гребенских атаманов, причём принял их милостиво и пожаловал вольною рекою «Терекомъ Горыновичемъ». Возможно, казаки кроме низовий Сунжи и Терека, заселяли также и прилегающие с юга предгорья. Здесь они стоили т. н. «городки», существует предположение, что казаками в предгорьях, кроме прочих, был основан некий «городок» Чечень, но вопрос о времени и месте расселения казаков в этот период по-прежнему точно не выяснен.
В 1633 году боевые формирования гребенских казаков приняли участие в походе объединённых сил юга Русского государства и Большой ногайской Орды (старорусск. Ногайские татары) под руководством князя П. И. Волконского и князя В. И. Туренина (ногайцами руководил кековат Джан-Мухаммед), против Малой ногайской Орды (старорусск. Казыев улус, Малые Ногаи, Кубанские татары). Поход завершился разгромом малых ногаев в урочище Ачил под Азовом, куда они отступили под предводительством своего бия Касима. Стойбища кочевников подверглись семидесятидневному грабежу и погрому, захвачено в плен около 2000 человек, в том числе внуки и племянники бия Касима; сам Касим заблаговременно бежал.
В 1651 году московское правительство царя Алексея Михайловича решает возобновить на Сунже «стоялой острогъ» «для береженья отъ приходу воинскихъ людей», а также для взимания перевозной пошлины у переправы через Сунжу. Терские воеводы — князь Михайло Щетинин и Иван Алябьев распорядились «мѣстъ разсмотрѣть накрѣпко, и Терскихъ всякихъ чиновъ людей и Терскихъ и Гребенскихъ атаманов и казаковъ роспросить: въ которомъ мѣстѣ пристойнѣе быть на Суншѣ рѣкѣ стоялому острогу». В этом же году острог заново отстроен.
В 1651—1653 годах произошёл очередной русско-персидский конфликт, вылившийся в нашествие войск Сефевидского Ирана и их союзников (старорусск. Кызылбашское разорение). Во время нашествия гребенские казаки два раза помогали оборонять Сунженский острог — осада 1651 и 1653 годов. Последняя оборона была неудачной — Сунженский острог после двухнедельной осады сожжён. В качестве горючего средства в ходе осады использовалась нефть, добытая, как считает чеченский учёный, д.и.н., профессор Ш. Б. Ахмадов, из источников недалеко от аула Мамакай-Юрт.
В ходе Русско-турецкой войны 1672—1681 годов гребенские казаки привлечены в состав русско-украинского войска. Известно, что в 1677 году они участвовали в стычках с турецкими и крымскими войсками осаждавшими крепость Чигирин (совр. город Чигирин).

### Переселение на правобережье Терека
Около 1685 года, под давлением часто нападавших горских народов (в ЭСБЕ называются чеченцы и др.), гребенцам пришлось оставить предгорья и селиться ближе к Тереку — на его правом берегу. В «Хронике гвардейскихъ казачьихъ частей» сообщается другая дата переселения гребенцов на правый берег Терека — 1680 год. Также в «Хрониках …» имеется дополнение о том, что гребенцы переселились на правый берег Терека в районе впадения в него Сунжи. Здесь, согласно ЭСБЕ, казаки жили в урочищах Павловом и Кошлаковском. Число гребенцов постепенно увеличивалось за счёт прибывавших с рек Дона и Кумы казаков, построены два укреплённых городка в Кабарде (старорусск. Черкасская земля): Кажаровцы в Большой Кабарде и Татар-Туп в Малой Кабарде. Позднее возникли ещё два поселения: Новогладкий и Червленый.
В ходе Русско-турецкой войны 1686—1700 годов гребенские казаки снова привлечены в состав русского войска: гребенцы принимали участие во вторжении на территорию Крымского ханства — так называемых Крымских походах 1687 и 1689 годов, а также в Азовских походах Петра I в 1695 и 1696 годах.

### Переселение на левобережье Терека
В 1711 году гребенцы участвовали в походе графа Ф. М. Апраксина против Малой ногайской Орды. Граф выступил на Кубань из Терского города и с помощью кабардинцев и гребенских казаков «сильно погромилъ» малых ногайцев. Тогда же он уговорил гребенцов переселиться с правого берега Терека на левый и образовать своими городками линию, которая «послужила бы связью между ниж. Кабардой и гор. Теркомъ». В 1712 году гребенские казаки переселились на левобережье Терека, где основали пять укреплённых городков.

### В армии Императорской России
После переселения гребенцов с правого берега Терека на левый, из них сформировали Гребенское казачье войско. Вхождение в состав иррегулярных войск Российской империи произошло либо в 1711 году, либо в 1712 году. В 1716—1717 годах гребенские казаки участвовали в Хивинском походе — военной экспедиции российской армии в Хивинское ханство под командованием князя А. Бекович-Черкасского.
22 декабря 1720 года (2 января 1721 года), согласно именному указу Петра I, объявленному Сенату кабинет-секретарём А. В. Макаровым, Гребенское казачье войско, совместно с Яицким казачьим войском и Саратовским драгунским эскадроном, подчинено астраханскому губернатору А. П. Волынскому. 3 (14) марта 1721 года, согласно именному указу Петра I, объявленному Сенату генерал-адмиралом, графом Ф. М. Апраксиным, все казаки и казачьи войска подчинены высшему органу военного управления в Российской империи — Военной Коллегии. В 1819 (1832?) году войско переформировано в Гребенской казачий полк, в дальнейшем полк ещё несколько раз перераспределяли в системе иррегулярных сил Российской империи, и в итоге, в 1870 году, из гребенцов и кизлярцев сформирован Кизляро-Гребенской казачий полк в составе Терского казачьего войска.
В XVIII—XIX веках гребенские казаки принимали участие во многих военных конфликтах России: в череде Русско-турецких войн, а также Кавказской войне 1817—1864 годов.

#### Вопрос о переселении на Кавказ донцов в 1724 году
См. также Переселения донских казаков и Аграханское казачье войско
5 (16) февраля 1724 года принято постановление Правительствующего сената о переселении к гребенцам и к казакам на реке Аграхань одной тысячи семей донских казаков: «… велѣно изъ Донскихъ казаковъ съ запольныхъ рѣчекъ перевесть 500 семей на Аграхань, 500 семей на Гребени, и о томъ переводѣ дать указъ Атаману прiѣзжему». Постановление принималось на основании двух указов Петра I — от 3 (14) декабря 1723 года и от 13 (24) января 1724 года.
На основании этого постановления многие источники (например «Хроника гвардейскихъ казачьихъ частей» 1912, «Военная энциклопедія» 1912) сообщают о пополнении гребенского казачества этими пятьюстами семьями донцов. Однако на самом деле, вся тысяча семей разместилась в области Аграханского казачьего войска и пополнила только его ряды. Причиной послужило новое сенатское постановление от 20 (31) мая 1724 года, в котором отменено заселение 500 семей донцов на Гребни и принято решение о поселении их по реке Сулак от крепости Святого Креста до морского побережья.

## Культура

### Язык
Согласно Л. Н. Толстому, гребенцы, находясь на Кавказе, несмотря на удаление от России «удержали и там во всей прежней чистоте русский язык и старую веру». Однако перенимая окружающую их культуру, «молодец казак щеголяет знанием татарского языка и, разгулявшись, даже с своим братом говорит по-татарски».

### Нравы и обычаи
Наиболее известным описанием характера «воинственного, красивого и богатого староверческого русского населения, называемого гребенскими казаками» дал побывавший в юности в этих краях Л. Н. Толстой. Некоторое время он жил в станице Старогладовской (в повести «Казаки» выведена под названием Новомлинская), и, как написал русский писатель и журналист В. А. Гиляровский: «впечатления, рождённые в широкой вольной душе особыми условиями боевой и свободной жизни среди опасностей и патриархальной простоты казачества, ярко отразились на всем его последующем творчестве». Впоследствии несколько произведений Л. Н. Толстого затронули тему Кавказа и казачества — «Казаки», «Набег», «Рубка леса», «Встреча в отряде».
Описывая гребенцов, Л. Н. Толстой подчеркивал их связь с горским населением, в частности, с окружающими гребенцов чеченцами и черкесами:

Живя между чеченцами, казаки перероднились с ними и усвоили себе обычаи, образ жизни и нравы горцев; … Ещё до сих пор казацкие роды считаются родством с чеченскими, и любовь к свободе, праздности, грабежу и войне составляет главные черты их характера. … Щегольство в одежде состоит в подражании черкесу. Лучшее оружие добывается от горца, лучшие лошади покупаются и крадутся у них же.
— Л. Н. Толстой «Казаки (Кавказская повесть 1852 года)», 1863.
Также Л. Н. Толстой описывал некоторую неприязнь гребенских казаков к российскому влиянию :

 Влияние России выражается только с невыгодной стороны: стеснением в выборах, снятием колоколов и войсками, которые стоят и проходят там. Казак, по влечению, менее ненавидит джигита-горца, который убил его брата, чем солдата, который стоит у него, чтобы защищать его станицу, но который закурил табаком его хату. Он уважает врага-горца, но презирает чужого для него и угнетателя солдата. Собственно, русский мужик для казака есть какое-то чуждое, дикое и презренное существо, которого образчик он видал в заходящих торгашах и переселенцах-малороссиянах, которых казаки презрительно называют шаповалами.
— Л. Н. Толстой «Казаки (Кавказская повесть 1852 года)», 1863.

## Хозяйство и торговля

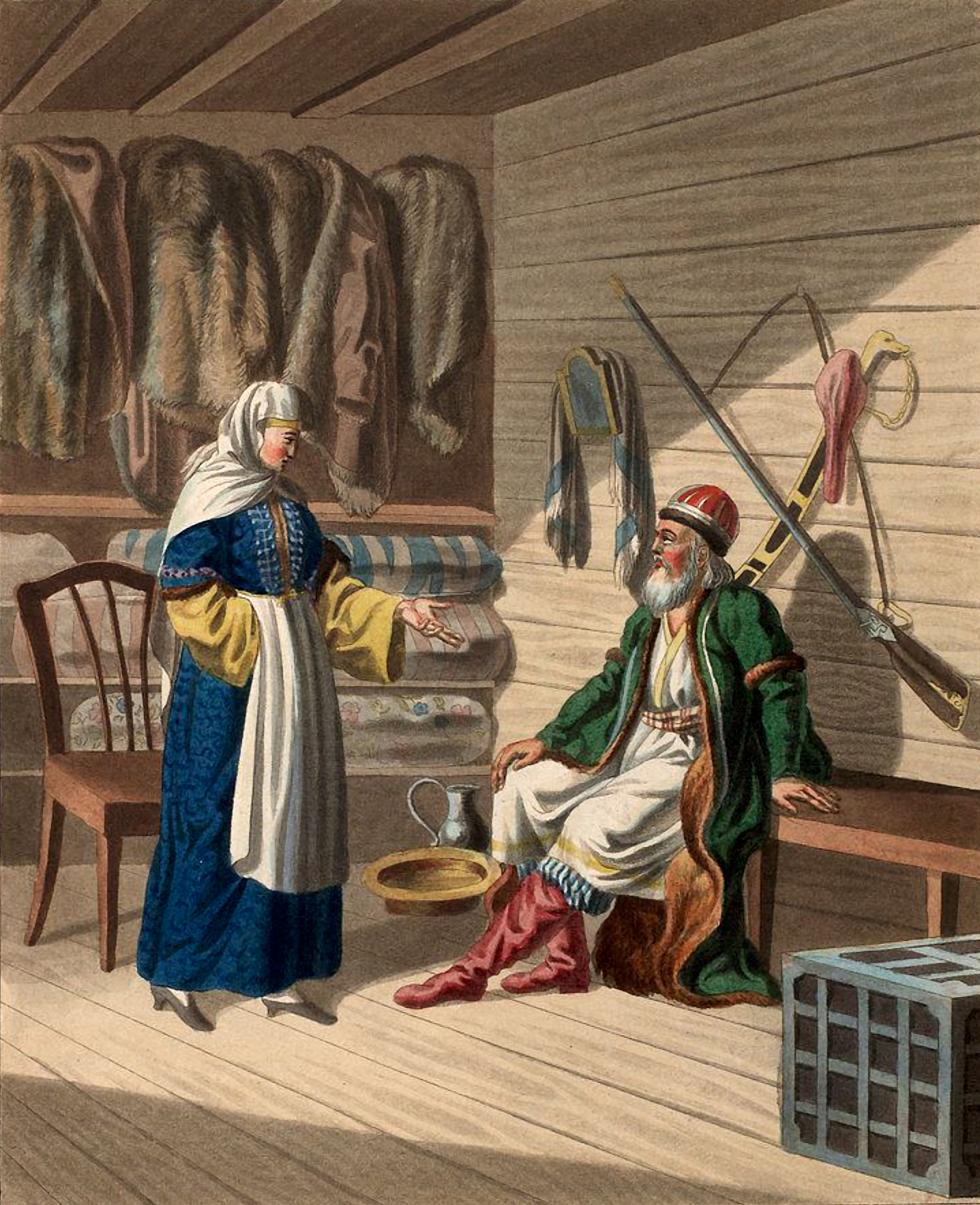
Гребенской казак (худ. Е. М. Корнеев, 1802)

Занималось гребенское казачество земледелием, скотоводством, коневодством, рыболовством, виноградарством и виноделием. Гребенские казаки активно участвовали в строительстве крепостей Кизляр (1735) и Моздок (1763). Весьма разнообразны торговые связи гребенцов с дагестанскими и нахскими обществами.

### Скотоводство
Традиционным у гребенских казаков было разведение домашнего скота, причём в этом они достигли значительных успехов. Соседние общества вайнахов приобретали у них (как и у терских казаков) коров, быков и овец, с целью улучшения породности своего скота. Например, одним из заимствований горцев у казаков, было разведение в хозяйствах предков современных ингушей и чеченцев тонкорунных овец. Интерес среди вайнахов к скотоводству связан с тем, что в XVI—XVIII веках вайнахи активно переселялись на равнины, а это создавало условия для увеличения воспроизводства скота за счет расширения кормовой базы. Местом, где шла активная торговля скотом с вайнахскими обществами был меновой двор, находящийся в главном городке гребенских казаков — Червленном.

## Историография
Первыми документами, дающими некоторые сведения по истории гребенских казаков, являются частично сохранившиеся в книгах Посольского приказа Русского государства документы Терского города — «Терские столбцы». Помимо прочего, в них отражена повседневная жизнь и отношения, складывавшиеся между гребенцами и терскими казаками, а также населением Терского города и местными народами.
Начиная с 1880-х годов издан ряд книг по истории гребенского и терского казачества. В этот период выпущена работа военного историка и этнографа И. Д. Попко — «Терские казаки со стародавних времён. Вып. I. Гребенское войско» (С.-Пб, 1880).